# Книжка року 2001

## «Дитяче свято»— дитяча література
1. Льюїс Керрол Аліса в країні чудес К.: А-ба-ба-га-ла-ма-га
2. Міні-диво Снігова королева: Літаючий капелюх, Хатка, яку збудував Джек; Їде мишка; Падав сніг на поріг; Котик та півник; Робін-бобін К.: А-ба-ба-га-ла-ма-га
3. Алан А.Мілн Вінні-Пух К.: А-ба-ба-га-ла-ма-га

## «Енциклопедія»— енциклопедичні видання, довідкова література
1. С. С. Аверинцев София-Логос. Словарь К.: Дух і Літера
2. Великий тлумачний словник сучасної української мови К.; Ірпінь: ВТФ Перун
3. Українська Громадська Група сприянню виконання Гельсінських угод. Особистості. Документи і матеріали. У 4-х тт. Х.: Фоліо

## «Голос душі»— сучасна українська та перекладна поезія
1. Сергій Жадан Балади про війну і відбудову Л.: Кальварія
2. Тарас Федюк Золото інків Л.: Кальварія
3. Ковчег-2: Мойсей Фішбейн; Петро Мідянка; Василь Сагайдак; Назар Федорак; Ковчег-3: Іван Андрусяк; Станіслав Вишенський ; Олександр Ірванець; Костянтин Москалець Розпорошені тіні; Трава Господня; Повторення літа; Досвід повертання. Сад перелітний. Любовні вірші; Перевтомлені скафандром; Вірші останнього десятиліття. 1991—2000; Символ троянди Л.: Кальварія

## «Красне письменство»— сучасна вітчизняна та перекладна література, популярна література та есеїстика
1. Костянтин Москалець Келія чайної троянди. 1989 — 1999: Щоденник Л.:Кальварія
2. Євгенія Кононенко Імітація. «Бібліотека газети „Книжник-Ревю“»: Сер. «Ключ» Л.:Кальварія
3. Василь Кожелянко Дефіляда; Конотоп; Людинець; Котигорошко; ЛжеNostradamus. «Бібліотека газети „Книжник-Ревю“»: Сер. «Дефіляди» Л.: Кальварія

## «Обрії»— широкий спектр гуманітаристики, наукова есеїстика
1. Едвард Кінан Російські історичні міфи К.: Критика
2. Юрій Шевельов Я — мене, мені… (і довкруги). У 2-х томах. Х.
3. Історія української культури. У 5 т. Т.1. Історія культури давнього населення України К.:Наукова думка

## «Світ мистецтва»— художні альбоми, представницькі видання, мистецтвознавство, етнографічні дослідження, туризм
1. Лесь Курбас Філософія театру К.: Основи
2. Поетичне кіно: заборонена школа К.: АртЕк
3. Юрій Винничук Кнайпи Львова. Видання друге, перероблене й доповнене Л.: Піраміда

## «Вершини»— українська та зарубіжна класична література і філософія
1. Надія Суровцова Листи К.: Видавництво імені Олени Теліги
2. Василь Стус Листи до сина Івано-Франківськ: Лілея-НВ
3. Тарас Шевченко Повне зібрання творів. У 12 т. Т.1. Поезія 1837—1847 К.:Наукова думка